# Virgil Maxim
Virgil Maxim (n. 4 decembrie 1922, Ciorani, Prahova, România - d. 19 decembrie 1997, Sălciile, Prahova, România) a fost un disident român, membru al Frățiilor de Cruce, și promovator al mișcării legionare în perioada postrevoluționară. Arestat la 1 noiembrie 1942, la vârsta de 19 ani, și condamnat, sub regimul antonescian, la 25 de ani de închisoare, efectuează peste 21 de ani de pedeapsă, fiind eliberat în urma decretelor de grațiere a deținuților politici date în cursul anului 1964. În 1997, cu puțin timp înainte de moartea sa, este publicată la editura Gordian cartea sa de memorii "Imn pentru crucea purtată. Abecedar duhovnicesc pentru un frate de cruce", care recapitulează perioada de viață a autorului de la intrarea în Frațiile de Cruce și până după eliberarea din închisorile comuniste. În 2012, cartea a ajuns la a 3-a ediție    

## Familia
Virgil Maxim s-a născut în comuna Ciorani, județul Prahova, în anul 1922, fiind al doilea din cei trei copii ai cuplului Alexandrina și Constantin Maxim. 
Tatăl său, Constantin Maxim, născut în 1893, în Bălăbănești, Tutova, rămas orfan de mamă, fuge de acasă și devine ucenic la un cizmar din Bârlad. Ulterior, își dă examenul la Școala de Agronomie din Vaslui, și devine horticultor. În perioada primului război mondial, este încorporat, participând inclusiv la războiul româno-ungar din 1919. Deși rănit în timpul războiului, refuză gradul de invaliditate. În Ciorani, Constantin Maxim înființează o "fermă-model", unde creștea animale de rasă nobilă și pomi fructiferi. Ferma deținea tractoare și alte mijloace moderne de producție. În 1939, în timpul dictaturii lui Carol al II-lea, Constantin Maxim este numit primar al comunei Ciorani, reușind să termine construcția bisericii și spitalului din satul Chirnogi. De asemenea, pietruiește șoseaua principală comunală, construiește un pod peste Cricovul Sărat, introduce iluminatul cu petromaxuri, renovează școala din Cioranii de Sus, leagă satul de gară printr-o șosea pietruită, împarte sătenilor terenurile comunale etc. În septembrie 1940, este destituit din funcție, și repus primarul precedent. După arestarea fiilor săi, este abordat de mai mulți săteni (colaboratori ai Securității) pentru a-l convinge să trimită scrisori acestora pentru a-i determina să accepte reeducarea. Refuzând, și împotrivindu-se colectivizării, este dat afară din casă, și mutat cu domiciliul la Sălciile, pe o vie a soției, unde ambii vor locui într-un bordei construit intempestiv. Moare în 1983, cu câteva luni înaintea împlinirii vârstei de 90 de ani. 
Mama sa, Alexandrina Maxim (n.26 aprilie, 1891), avea să nască trei băieți: Virgil, Ion și Alexandru. Toți trei au luat parte la lupta anticomunistă,  Alexandru fiind ucis de Securitate în 2 aprilie 1950, făcând parte din rezistența anticomunistă a maiorului Dabija, din munții Trascăului. Acest fapt i-a fost ascuns Alexandrinei, aceasta crezând că Alexandru reușise să fugă în SUA. Alexandrina moare în aprilie 1979. 
Fratele mijlociu, Ion, este și el arestat în 1958, și condamnat la 20 de ani de închisoare. Ispășește 10 ani, fiind eliberat în 1968.

## Tinerețea și arestul
În perioada 1934-1938 urmează Școala Normală din Ploiești, unde ia contactul cu doctrina legionară și depunde jurământul de frate de cruce pe 12 decembrie 1937. În 1938 începe Școala Normală din Buzău, însă nu apucă să o termine, fiind arestat în 1942. În timpul rebeliunii legionare din 1941, participă la ocuparea Palatului Comunal din Buzău, aceasta fiind îngăduită de organele militare care n-au folosit armanentul din dotare. La 24 ianuarie 1941, părăsesc în mod pașnic clădirea ocupată, fiind dezarmați de soldații germani. Virgil Maxim susține că armamentul aflat la dispoziția legionarilor aparținea corpului de poliție, și că, în tot acest timp, evrei deghizați în legionari ar fi încercat să provoace o diversiune pentru a declanșa riposta militară.

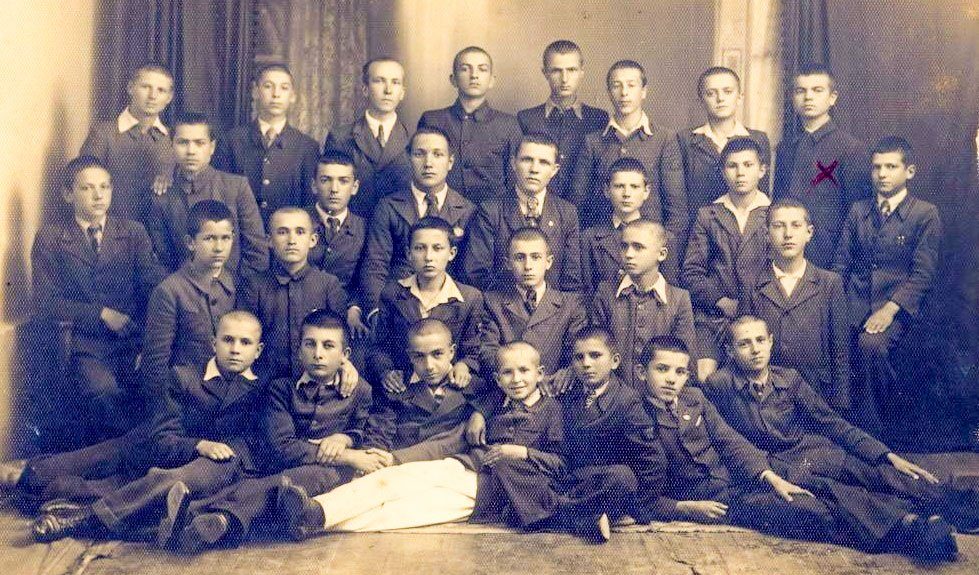
Virgil Maxim, student la Buzău (marcat cu "x")

Este arestat în incinta școlii, la 1 noiembrie 1942. O lună mai târziu este transferat la Ploiești, unde are loc procesul pe 3 decembrie, în cadrul Curții Marțiale a Corpului 5 Armată. Procesul a fost unul colectiv și expeditiv, fiind condamnat la 25 de ani de muncă silnică, cu anularea diplomelor școlare, pentru „strângerea de cotizații și contribuții în scopuri urmărite de asociațiuni interzise” și „constituirea de asociațiuni clandestine potrivnice ordinei existente în stat” (sentința 14409/3 decembrie 1942).

## Închisoarea: 1942-1964
În cursul celor peste 21 de ani de închisoare efectuați, Virgil Maxim a trecut prin majoritatea închisorilor lagărului comunist din România:
- Închisoarea Aiud (9 decembrie 1942-septembrie 1944): aici îl întâlnește pentru prima dată pe Valeriu Gafencu
- Închisoarea Alba Iulia (septembrie 1944-octombrie 1944): ajunge aici în marș forțat, după actul de întoarcere a armelor din 23 august 1944. Într-una din zile, un grup de soldați sovietici au cerut predarea deținuților politici, însă aceștia au fost mințiti spunându-li-se că închisoarea are doare deținuți de drept comun
- Închisoarea Aiud (octombrie 1944-mai 1945): stă o perioadă în celulă cu Anghel Papacioc, pe care-l îngrijește
- Colonia de muncă Galda (mai 1945-4 mai 1948): perioadă de relativă relaxare, lucrând terenurile închisorii (pentru autoîntreținere) și ajutând, contracost, comunitățile vecine. Se reușește în scurt timp atingerea unei stări de relativă prosperitate. Alături de deținuții de la Aiud, ajunge și un lot de 50 de copii din Moldova care fuseseră răspândiți prin vestul țării din pricina secetei din Moldova. Deținuții primesc de la părintele Arsenie Boca primele trei volume ale Filocaliei traduse în românește. Virgil Maxim reușește să întreprindă drumeții montane și calătorii către mănăstirile din apropiere. Astfel, ajunge la mănăstirea Râmeț, atunci condusă de părintele Evloghie Oța. În primăvara lui 1947 este vizitat de frații lui, Ion și Alexandru. Colonia ajunsese atât de prosperă, încât exista competiție între milițieni pentru supravegherea ei. Mai mult, familii întregi de milițieni au hotărât să se mute în colonie[2]
- Închisoarea Aiud (mai 1948)
- Închisoarea Târgșor (mai 1948-martie 1950): ajunge datorită încadrării sale în „lotul de elevi legionari”. În perioada mai-iunie 1949 au ajuns la această închisoare în jur de 800 de elevi din Frațiile de Cruce, având vârste cuprinse între 12 și 18 ani. Aici devine un lider informal al acestor copii. În toamna lui 1949 penitenciarul a fost vizitat de Alexandru Nicolschi, care a înăsprit regimul deținuților.
- Închisoarea Jilava (martie 1950-iunie 1951): stă în camera 5 bis. Aici îl întâlnește pentru scurt timp pe Mircea Vulcănescu. În februarie 1951, este mutat în Fortul 13, camera 6. În condiții de supraaglomerare, îl întâlnește pe Sandu Tudor
- Închisoarea Gherla (iunie 1951-mai 1952): ajunge în camera nr. 99, alături de alți cinci deținuți politici. Aici este victima acțiunilor de reeducare desfășurate atunci de Livinski, Pușcașu și alți colaboratori ai securității. Fiind bătut cu bestialitate, trăiește mai mult de o lună într-o stare de semi-conștiență. Emaciați și epuizați psihic, deținuții sunt obligați să mănânce în genunchi, cu mâinile legate la spate. Neputând să efectueze acțiunile cerute de torționari din pricina slăbiciunii, erau forțați să mănânce fecale. Din septembrie 1951 începe să scrie demascări fictive cu scopul de a înșela orgoliul torționarilor. Această tortură încetează în primvara lui 1952 [2]
- Închisoarea Jilava (mai 1952-iarna 1953): Aici îl întâlnește pe doctorul Petre Topa, care fusese prieten de familie și secretar lui Nicolae Iorga. Virgil Maxim pretinde că doctorul Topa ar fi recunoscut contribuția majoră pe care Iorga a avut-o la uciderea lui Corneliu Codreanu, precum și faptul că Iorga n-ar fi fost ucis de legionari, ci că Traian Boieriu l-ar fi ucis pe istoric din proprie inițiativă. De asemenea, doctorul Topa ar fi spus că Ion Antonescu, înainte de execuție, ar fi vrut să-și ceară iertare de la legionari. La rădăcina acestor rele, doctorul Topa, în acord cu concepția legionară, pune iudeo-masoneria, din care ar fi făcut parte Titulescu, Iorga (către sfârșitul vieții) și mulți alți oameni proeminenți din politica românească.[2] Stă în aceeași cameră cu un număr de evrei, între care: Litman (avocat și sionist), Rozin Constantin (secretar personal al lui Auschnit), Ciacâru (scriitor la Universul), Weintraub etc. Are loc începerea anchetei prin care se urmărea acoperirea crimelor comise de securitate în timpul reeducării
- Închisoarea Gherla (iarna 1953-mai 1954): Îl întâlnește pentru prima dată pe Gheorghe Calciu
- Închisoarea Văcărești (mai 1954-? 1954): Pe drum, deținuții sunt gazați cu ajutorul țevii de eșapament ce se degaja in dubă prin grătarul montat în loc de podea. Stă o perioadă în spital datorită slăbiciunii fizice. Devine sanitar de noapte. După o perioadă este trimis la Spitalul de Boli Nervoase din București, probabil pentru a se justifica lipsa dorinței deținutului de a mărturisi în dosarul de condamnare al torționarilor (întrucât vina urma să fie aruncată pe legionari, iar tortura văzută ca o luptă internă legionară). După o lună de zile revine la închisoarea Văcărești. La procesul intentat torționarilor, declară că aceștia au acționat la comanda securiștilor. Rămâne pentru puține zile la Jilava, după care ia calea către Aiud
- Închisoarea Aiud (? 1954-august 1958 ): Îl întâlnește pe teologul Justin Paven. Aici se îmbolnăvește de ficat. Odată cu numirea colonelului Crăciun în calitate de director al închisorii Aiud, se reinstituie un regim de exterminare. Un număr de dețiunuți hotărăsc să înceapă greva foamei în semn de protest, însă Virgil Maxim nu participă, fiind de altă părere
- Închisoarea Gherla (august 1958-vara 1959)
- Închisoarea Aiud (vara 1959 -31 iulie 1964): Este încercată o nouă reeducare, de data aceasta pe alte principii. Virgil Maxim se opune fățiș educației marxist-ateiste. Deținuții sunt pedepsiți prin rotație, aparent arbitrar. Colonelul Crăciun l-a lăsat să petreacă iarna 1963/64 în izolare, într-o celulă unde lipsea orice fel de sursă de căldură. Este hrănit o dată la trei zile. În martie, este scos de acolo abia în viață. Milițienii se miră că mai trăiește. În 31 iulie 1964 părăsește închisoarea în urma decretelor de grațiere a deținuților politici. În ziua următoare ajunge acasă, găsindu-și ambii părinți în viață.[2]

## Viața până la revoluția din 1989
După eliberare, prima sa dorință este să se călugărească, însă este descurajat de la aceasta de către episcopul Antim al Buzăului la care merge în audiență. În perioada anilor școlari 1964/65 și 1965/66 îndeplinește funcția de profesor suplinitor al școlii din comuna Ciorani. Predă franceză, istorie și geografie pentru elevii de clase gimanziale. În vara lui 1965 se însoară cu Petruța Enescu, fiica dascălului din comuna vecină Grădiștea. În 12 ianuarie, 1968, se naște fiica lor Tatiana.
După excluderea din învățământ, Virgil Maxim devine zidar, făcând un curs de calificare de 9 luni la Ploiești. Având nevoie de creșterea calificării în meserie pentru consolidarea venitului familiei, Virgil Maxim reușește să-și ia bacalaureatul în 1970, la 48 de ani, după ce înainte a trebuit să facă liceul seral, comprimând patru ani de curriculum în doi ani de studiu. În anii 80', securitatea a încercat intentarea unui proces împotriva lui Maxim în cadrul întreprinderii unde lucra, însă acesta a fost apărat de colegii de muncă. În anii 70' reconstruiește casa părintească de la Sălciile, proiect la care lucrează el și soția sa.

## Ultimii ani

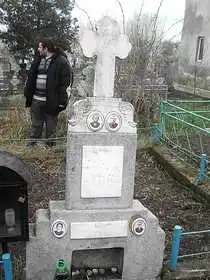
Mormântul lui Virgil Maxim, Sălciile, Prahova

După 1989, Virgil Maxim reușește publicarea a două volume: "Nuntașul cerului - poeme creștine cu teme isihaste", carte de poezii creștine compuse în închisori, și "Imn pentru crucea purtată", care de memorii scrisă în două volume. În 1998, post-mortem, i se publică o broșură intitulată "Lămuriri Legionare".   
Virgil Maxim moare în 19 decembrie, 1997, fiind înmormântat în cimitirul din satul Sălciile. 
În 2014, obștea mănăstirii "Petru Vodă" publică în premieră (pe youtube) o înregistrare audio cu Virgil Maxim în care acesta povestește despre anii detenției și recită din poeziile sale.

## Imn pentru crucea purtată. Abecedar duhovnicesc pentru un frate de cruce
Prima ediție a apărut la editura Gordian, în 1997. A doua ediție a apărut la editura Antim, în 2002. A treia ediție a apărut la editura Babel, în 2012. În cadrul edițiilor doi și trei, cele două volume au fost colegate într-o singură carte.
În această carte, Virgil Maxim își mărturisește credința legionară, făcând inclusiv multiple apologii ale acesteia. Între relatările biografice, include scurte eseuri de teologie ortodoxă. Între opiniile susținute de Virgil Maxim în această scriere, găsim următoarele:
- Cum că rebeliunea legionară a fost o înscenare a germanilor, aceștia știind că Antonescu avea să-i sprijinească și dincolo de Nistru;  [2]
- Cum că mișcarea legionară nu a fost o mișcare politică, ci o mișcare spirituală care face politică doar incidental. În acest sens, Virgil Maxim crede că mișcarea legionară nu poate dispărea vreodată, ea fiind inerentă spiritului românesc; [2]
- Cum că în afara ortodoxiei și ascultării de Biserică nu există mișcare legionară;[2]
- Cum că la originea "tuturor acțiunilor antilegionare stau evreii" (p.45). Mai mult, că acești evrei ar fi urmașii tribului asiatic hazar, reușind să preia treptat conducerea masoneriei. Cu alte cuvinte, vede în masonerie și sionism o pereche de curente surori ce se împotrivesc curentelor naționale;[2]
- Cum că asasinarea lui Iorga s-a realizat din dispozițiile independente a doi legionari: Traian Boieru și Cojocaru. Totuși, Iorga ar fi meritat deznodământul datorită alinierii sale la masonerie; [2]
- Cum că deosebirea între naționalismul românesc și fascism este "ascultarea de Biserica lui Hristos" (p.76);[2]
- Cum că neamul românesc are o misiune universală de întoarcere a celorlalte neamuri la credința adevărată (considerată de Maxim ca fiind Ortodoxia);[2]
- Cum că istoria nu este altceva decât o luptă între Dumnezeu și satana. În acest context, evreii ar face voia celui din urmă;[2]
- Cum că, după revoluția din 1989, tot comuniștii au rămas la conducere; [2]
- Cum că Valeriu Gafencu a fost sfânt (un subcapitol întreg este dedicat apologiei lui Valeriu Gafencu);[2]
- Cum că Dumnezeu și rugăciunea i-au ajutat pe legionari să iasă vii din condițiile trăite în închisorile comuniste; [2]
- Cum că țările comuniste au fost conduse de evrei, care au și promovat comunismul;[2]
- Cum că cei care împart legionarii în "simiști" și "codreniști" "atentează la unitatea legionară" (p.409);[2]
- Cum că lumea occidentală a căzut pradă libertinajului, iar teologii protestanți au căzut pradă propriilor interpretări (în afara sinodalității).[2]

## Controverse
Recitarea de poezii aparținând lui Virgil Maxim la Teatrul Național Iași, în vara lui 2014, a fost considerată de institutul Elie Wiesel ca fiind o acțiune "departe de valorile europene". Pe de altă parte, Cristian Hadji-Culea, directorul teatrului, a menționat că: "Antisemitismul, totalitarismul, argumentarea crimelor politice au fost intrinseci practicii legionare. Asta îmi repugnă! Poezia nu exonerează pe nimeni de judecată, în justiție sau istorie, dar în măsura în care a însemnat rază de umanitate pentru mii de deținuți de diverse ideologii și religii, am considerat că merită rostită în aceste zile."